# Kocour Felix
Kocour Felix (anglicky Felix the Cat) je hrdina původně amerických kreslených filmů a komiksů populární zejména v období němého filmu. Jedná se o černou kočku s bílýma očima a širokým úsměvem, která se (v nejvýznamnějších dílech) ocitá v surrealistických situacích. Poprvé se objevil ve filmu Feline Follies v roce 1919 a zpětně není jasné, zda jej vytvořil kreslíř Pat Sullivan, který se stal držitelem autorských práv, nebo hlavní animátor jeho studia Otto Messmer. Ten také od roku 1923 kreslil s Felixem komiksy.
Felixova popularita výrazně klesla koncem dvacátých let, kdy jej zastínily ozvučené filmy Walta Disneyho s Mickey Mousem v hlavní roli. Sullivanovo studio s přechodem ke zvukovému filmu otálelo a když se konečně v roce 1929 odhodlalo filmem False Vases, jednalo se o technicky nepříliš zdařený a komerčně neúspěšný počin, kterému se nepodařilo přetáhnout Disneyovy diváky. Ani několik dalších pokusů nebylo příliš úspěšných a když Sullivan v roce 1933 zemřel, nemohl Messmer bez autorských práv pokračovat a tak s Felixem pokračoval až Burt Gillett po několika letech v roce 1936 v rámci Van Beuren Studios. Ten jeho osobnost přiblížil ostatním oblíbeným dobovým postavičkám a ani tím se mu nepodařilo získat si diváckou přízeň.
Po válce zakoupila práva v roce 1953 společnost Official Films a bývalý Messnerův pomocník Joe Oriolo se později dohodl s novými vlastníky na pokračování, takže od roku 1958 vznikla řada 260 dílů s Felixem pro televizi. V osmdesátých letech vznikl první celovečerní film Felix the Cat: The Moie a v roce 1995 další televizní seriál. Přestože se nikdy nepodařilo obnovit Felixovu oblíbenost a známost z meziválečného období, zůstává jeho postavička v určitém povědomí a kromě využívání v reklamě a využívání jako maskota se objevují i plány na vytvoření dalších příhod.
V meziválečném Československu byl Felix poměrně známou postavou a vznikaly zde i původní české příběhy, které tvořili Hermína Tyrlová a Karel Dodal. Postavičku kocoura Felixe zde také používala společnost Alpa v reklamní propagaci svých výrobků.